# Bertram Brockhouse
Bertram Neville Brockhouse (15.7.1918 – 13.10.2003) là nhà vật lý người Canada đã đoạt Giải Nobel Vật lý năm 1994 (chung với Clifford Shull) "cho công trình tiên phong trong phát triền các kỹ thuật tán xạ neutron để nghiên cứu chất đặc", đặc biệt "cho việc phát triển quang phổ neutron".

## Cuộc đời và Sự nghiệp
Brockhouse sinh tại Lethbridge, Alberta, Canada. Ông học ở Đại học British Columbia, đậu bằng cử nhân năm 1947; sau đó ông học tiếp ở Đại học Toronto, đậu bằng thạc sĩ năm 1948 và bằng tiến sĩ năm 1950.
Từ năm 1950 tới 1962, Brockhouse làm nghiên cứu ở Phòng thí nghiệm hạt nhân Chalk River của công ty Atomic Energy of Canada Limited.
Từ năm 1962, ông làm giáo sư ở Đại học McMaster, Canada, cho tới khi nghỉ hưu năm 1984.

## Giải thưởng và Vinh dự
- 1962: Giải Oliver E.Buckley của Hội Vật lý Hoa Kỳ
- 1973: Huy chương Henry Marshall Tory của Hội hoàng gia Canada
- 1982: Huân chương Canada hạng Officer
- 1994: Giải Nobel Vật lý (chung với Clifford Shull ở Học viện Công nghệ Massachusetts) [3] cho việc phát triển các kỹ thuật tán xạ neutron để nghiên cứu chất đặc.
- 1995: Huân chương Canada hạng Companion
- 1999: Hiệp hội Vật lý Canada lập ra Huy chương Brockhouse để vinh danh ông